# Кабанская волость
Кабанская во́лость — историческая административно-территориальная единица Купянского уезда Харьковской губернии с центром в слободе Кабанье.
По состоянию на 1885 год состояла из 20 поселений, 10 сельских общин. Население — 12756 человек (6554 мужского пола и 6202 — женского), 2304 дворовых хозяйства.
|                        | Площадь, десятин | В том числе пахотной, дес. |
| ---------------------- | ---------------- | -------------------------- |
| Сельских общин         | 26100            | 19921                      |
| Частной собственности  | 11896            | 3893                       |
| Казенной собственности | 1076             | 267                        |
| Другой собственности   | 248              | 146                        |
| В целом                | 39320            | 24227                      |

### Основные поселения волости[2]
- Кабанье — бывшая государственная слобода при реке Красная в 70 верстах от уездного города, 4518 человек, 785 дворовых хозяйств, 2 православные церкви, школа, почтовая станция, 5 лавочек, 3 ярмарки в год.
- Меловатка — бывшая государственная слобода при реке Красная, 3122 человека, 608 дворовых хозяйств, православная церковь, школа, 3 лавки, 3 ярмарки в год.
- Новоникольское — бывшая государственная слобода при реке Красная, 1936 человек, 366 дворовых хозяйства, православная церковь, школа, лавка, 2 ярмарки в год.
- Юрьевка — бывшая государственная слобода, 424 человека, 99 дворовых хозяйств, православная церковь, почтовая станция, 2 лавки, 4 ярмарки в год.

### Храмы волости[3]
- Вознесенская церковь в слободе Кабанье (построена в 1858 г.[4])
- Преображенская церковь в слободе Кабанье (построена в 1878 г.[4])
- Иоанно-Предтеченская церковь в слободе Меловатке (построена в 1797 г.[4])
- Петро-Павловская церковь в слободе Юрьевке (построена в 1827 г.[4])
- Покровская церковь в слободе Новоникольской (построена в 1865 г.[4])